# Helle Nielsen
Helle Nielsen (Copenaghen, 22 giugno 1946 – 4 marzo 2025) è stata un'attrice danese.

## Biografia
Helle Nielsen crebbe insieme alla sua sorella gemella Lykke Nielsen a Copenaghen, dove visse per tutta la vita.
Esordì nel mondo del cinema a 12 anni. A differenza della sorella, si ritirò come attrice a metà degli anni '60 e per alcuni anni lavorò come doppiatrice in radiodrammi. Successivamente lavorò come impiegata amministrativa in diverse aziende a Copenaghen fino al suo pensionamento.
Helle Nielsen è morta nel 2025.

## Vita privata
Helle Nielsen sposò Fritz Svanholm ed ebbe un figlio.

## Filmografia
- Andre folks børn - regia di Nic. Lichtenberg (1958)
- Flemming og Kvik - regia di Gunnar Jørgensen (1960)
- Ih, du forbarmende - regia di Tom McGowan (1966)